# HMS Hunter (H35)
HMS Hunter (H35) là một tàu khu trục lớp H được Hải quân Hoàng gia Anh Quốc chế tạo vào giữa những năm 1930. Trong cuộc Nội chiến Tây Ban Nha vào các năm 1936–1939, nó thực thi chính sách cấm vận vũ khí mà Anh và Pháp áp đặt cho các bên xung đột, cho đến khi nó trúng phải một quả mìn vào tháng 5 năm 1937; việc sửa chữa kéo dài một năm rưỡi, và nó gia nhập Hạm đội Địa Trung Hải sau đó. Trong những tháng đầu tiên của Chiến tranh Thế giới thứ hai, nó truy lùng các tàu cướp tàu buôn Đức ở khu vực Nam Đại Tây Dương cho đến khi được điều quay trở về Anh vào tháng 2 năm 1940. Trong chiến dịch Na Uy, nó bị các tàu khu trục Đức đánh chìm trong trận Narvik thứ nhất vào ngày 10 tháng 4 năm 1940.

## Thiết kế và chế tạo
Hunter có trọng lượng choán nước tiêu chuẩn 1.340 tấn Anh (1.360 t), và lên đến 1.859 tấn Anh (1.889 t) khi đầy tải. Nó có chiều dài chung 323 foot (98,5 m), mạn thuyền rộng 33 foot (10,1 m) và độ sâu của mớn nước là 12 foot 5 inch (3,8 m). Nó được dẫn động bởi hai turbine hơi nước Parsons truyền động ra hai trục chân vịt, sản sinh tổng công suất 34.000 mã lực càng (25.000 kW), cho phép nó đạt tốc độ tối đa 36 hải lý trên giờ (67 km/h; 41 mph). Hơi nước được cung cấp bởi ba nồi hơi ống nước Admiralty. Hunter có thể mang theo tối đa 470 tấn Anh (480 t) dầu đốt, cho phép một tầm hoạt động tối đa 5.530 hải lý (10.240 km; 6.360 mi) ở tốc độ 15 hải lý trên giờ (28 km/h; 17 mph). Thành phần thủy thủ đoàn của nó bao gồm 137 sĩ quan và thủy thủ trong thời bình, nhưng tăng lên đến 146 người trong thời chiến.
Con tàu được trang bị bốn khẩu pháo QF 4,7 inch (120 mm) Mk. XII L/45 trên các tháp pháo nòng đơn. Cho mục đích phòng không, Hunter có hai khẩu đội súng máy 0,5 in (13 mm) Mk.III bốn nòng. Nó còn có hai bệ ống phóng ngư lôi bốn nòng trên mặt nước dành cho ngư lôi 21 in (530 mm). Một đường ray thả mìn sâu và hai máy phóng được trang bị; ban đầu nó mang theo 20 quả mìn sâu, nhưng được tăng lên 35 quả không lâu sau khi chiến tranh bắt đầu.
Hunter được đặt hàng vào ngày 13 tháng 12 năm 1934 trong Chương trình Chế tạo Hải quân 1934. Nó được đặt lườn vào ngày 27 tháng 3 năm 1935 tại xưởng tàu của hãng Swan Hunter & Wigham Richardson ở Wallsend-on-Tyne, Anh Quốc; được hạ thủy vào ngày 25 tháng 2 năm 1936 và hoàn tất vào ngày 30 tháng 9 năm 1936 với chi phí 253.167 Bảng Anh, không tính đến các thiết bị do Bộ Hải quân Anh cung cấp như vũ khí, đạn dược và thiết bị thông tin liên lạc.

## Lịch sử hoạt động
Sau khi nhập biên chế, Hunter được phân về Chi hạm đội Khu trục 2 trực thuộc Hạm đội Địa Trung Hải. Con tàu đã tuần tra tại vùng biển Tây Ban Nha đang khi xảy ra cuộc nội chiến tại đây nhằm thực thi chính sách cấm vận vũ khí đối với các bên xung đột. Nó trúng phải một quả mìn về phía Nam Almeria vào xế trưa ngày 13 tháng 5 năm 1937; bị hư hại đáng kể do bị nghiêng nặng, hệ thống vô tuyến hư hỏng và phần mũi tàu bị ngập nước. Tám thành viên thủy thủ đoàn đã thiệt mạng và 24 người khác bị thương. Con tàu được chiếc tàu khu trục Lázaga thuộc phe Cộng hòa Tây Ban Nha kéo ra khỏi bãi mìn. Các quả mìn này được hai tàu phóng lôi E-boat (nguyên của Đức) Falange và Requeté thuộc phe Quốc gia Tây Ban Nha rải nhiều tuần trước đó. Hunter được tàu chị em Hyperion kéo đến Almeria, đến nơi vào những giờ đầu tiên của ngày 14 tháng 5; sau đó tàu tuần dương hạng nhẹ Arethusa kéo nó đến Gibraltar, nơi nó được sửa chữa tạm thời từ ngày 15 tháng 5 đến ngày 18 tháng 8. Hunter lại được kéo đến Malta để được sửa chữa triệt để vào tháng 8 năm 1937, nhưng công việc chỉ hoàn tất vào 10 tháng 11 năm 1938. Nó lại được phân về Chi hạm đội Khu trục 2 sau khi hoàn tất sửa chữa, rồi trải qua một đợt tái trang bị ngắn tại Malta từ ngày 24 tháng 6 đến ngày 4 tháng 7 năm 1939. Chiếc tàu khu trục được gửi đến Plymouth cho một đợt tái trang bị sâu rộng hơn vào giữa tháng 8 năm 1939 và kéo dài cho đến ngày 27 tháng 8.

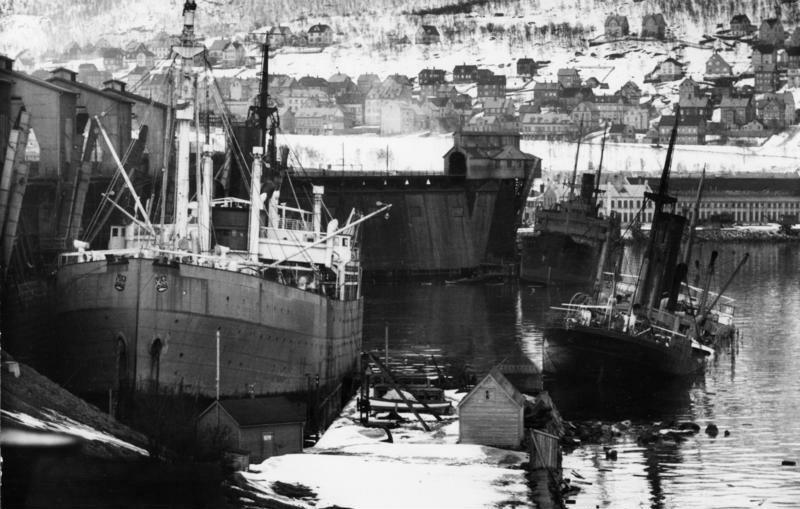
Tàu chở dầu Đức Jan Wellem và một tàu buôn bị đắm bên phải, sau cuộc tấn công của các tàu khu trục Anh vào vũng biển Narvik

Khi Chiến tranh Thế giới thứ hai nổ ra vào ngày 3 tháng 9, Hunter đang trên đường đi Freetown, Sierra Leone để truy lùng các tàu cướp tàu buôn Đức ở khu vực Nam Đại Tây Dương, trước khi được chuyển đến Trạm Bắc Mỹ và Tây Ấn vào cuối tháng 10. Nó ở lại đây cho đến khi được gọi quay trở về quần đảo Anh vào tháng 2 năm 1940, bắt đầu một đợt tái trang bị tại Falmouth và kéo dài cho đến ngày 9 tháng 3. Con tàu gia nhập trở lại Chi hạm đội Khu trục 2, lúc này được cho chuyển sang Hạm đội Nhà, tại 
Scapa Flow vào ngày 17 tháng 3. Vào ngày 6 tháng 4, Hunter cùng phần còn lại của Chi hạm đội Khu trục 2 hộ tống bốn tàu khu trục rải mìn thuộc Chi hạm đội Khu trục 20 khi chúng lên đường thực hiện Chiến dịch Wilfred, một đợt rải mìn ở Vestfjord nhằm ngăn chặn việc vận chuyển quặng sắt Thụy Điển từ Narvik đến Đức. Mìn được rải vào sáng sớm ngày 8 tháng 4, trước khi quân Đức bắt đầu cuộc tấn công, và các tàu khu trục gia nhập trở lại cùng tàu chiến-tuần dương HMS Renown và các tàu hộ tống.
Trong Trận Narvik thứ nhất vào ngày 10 tháng 4 năm 1940, Hunter cùng bốn tàu khu trục lớp H khác thuộc Chi hạm đội Khu trục 2 đã tấn công các tàu khu trục Hải quân Đức vốn đã vận chuyển binh lính Lục quân Đức sang xâm chiếm Narvik ở miền Bắc Na Uy vào ngày hôm trước. Tàu khu trục Hardy, soái hạm của lực lượng, dẫn đầu bốn tàu chị em xâm nhập Ofotfjord cho một đợt tấn công bất ngờ lên cảng Narvik trong một cơn bão tuyết. Hotspur và Hostile thoạt tiên được bố trí ở lối ra vào, nhưng Hunter đi tiếp theo sau Hardy tiến vào cảng và đã phóng toàn bộ tám quả ngư lôi vào khối tàu đối phương. Một quả đã đánh trúng tàu khu trục Đức Z22 Anton Schmitt ở phòng động cơ phía trước, tiếp nối bởi một quả đạn pháo 4,7 inch của Hunter. Khi các con tàu Anh rút lui, chúng đụng độ với năm tàu khu trục Đức ở khoảng cách ngắn; hai tàu đối phương đã cắt ngang chữ T các con tàu Anh và bắn trúng Hardy, khiến nó bốc cháy và phải mắc cạn. Hunter sau đó dẫn đầu đội hình, nhưng nó bị phía Đức gây hư hại nặng, có thể do trúng một ngư lôi, và bị giảm tốc độ nhanh chóng. Có mặt ngay phía sau trong đội hình, Hotspur tạm thời mất điều khiển do trúng trúng hai phát đạn và đã húc phải Hunter từ phía sau. Khi các con tàu xoay xở thoát ra được, Hunter bị lật úp và đắm ở tọa độ 68°24′53″B 17°10′22″Đ / 68,41472°B 17,17278°Đ. 107 thành viên thủy thủ đoàn đã thiệt mạng và năm người khác qua đời sau đó do vết thương quá nặng. Các tàu khu trục Đức đã cứu vớt được 46 người; họ được thả tại Thụy Điển vào ngày 13 tháng 4.

## Tái khám phá
Sau gần 70 năm mất tích, xác tàu đắm của Hunter được chiếc tàu quét mìn HNoMS Tyr của Hải quân Hoàng gia Na Uy phát hiện vào ngày 5 tháng 3 năm 2008. Địa điểm được ghi nhận như một nghĩa trang chiến tranh để tưởng nhớ các thành viên thủy thủ đoàn đã tử trận. Một loạt các hoạt động tưởng niệm phối hợp được tổ chức trên các tàu chiến Anh và Na Uy vào ngày thứ bảy 8 tháng 3 năm 2008 để vinh danh những người đã ngã xuống trong trận Narvik. Trên một ngàn người thuộc khối NATO đã tham gia, bao gồm thủy thủ Anh và Na Uy, Thủy quân Lục chiến Hoàng gia và binh lính. Được dẫn đầu bởi chiếc Albion, soái hạm của Hạm đội Đổ bộ Anh, năm chiếc tàu chiến tham gia đã đi theo hàng dọc ngang qua địa điểm được chiếc Tyr đánh dấu. Địa điểm an nghỉ của Hunter được đánh dấu bởi những vòng hoa ném xuống biển.